# آندری نیکولیشین
آندری نیکولیشین (روسی: Андрей Васильевич Николишин؛ زادهٔ ۲۵ مارس ۱۹۷۳) بازیکن هاکی روی یخ اهل اتحاد جماهیر شوروی سوسیالیستی است.